# Форич петља
Форич петља (енгл.For each или foreach) је програмски језик, идиом , за  пролажење кроз ставке у збирци. Foreach се обично користи уместо стандардне for изјаве. За разлику од других for петљи, foreach петље обично одржавају неизричити бројач: они у суштини кажу "уради ово свима у овом сету", више него "уради ово х пута". Овиме се избегава могућа  "грешка за један" и чини код лакшим за читање . У објектно оријентисаним језицима итератор, чак и ако имплицитно, се често користи као средство за пролазак.

## Синтакса
Синтакса варира међу језицима. Највише се користи једноставна реч  for, отприлике овако:
```
for each item in collection:
  do something to item
```

## Језичка подршка
Неки од језика са подршком за foreach петље садрже ABC, ActionScript, Ада, C++11, C#, CFML, Cobra, D, Daplex (језик упита), ECMAScript, Erlang, Јава (још од 1.5, користи задржану реч for за for петљу и  foreach петљу), Јаваскрипт, Objective-C (још од 2.0), ParaSail, Перл, PHP, Пајтон, REALbasic, Руби, Scala, Smalltalk, Свифт, Tcl, tcsh, Unix shells, Visual Basic .NET and Windows PowerShell. Значајни језици без foreach су C и C++ пре C++11.

### ActionScript
ActionScript подржава foreach петље од стране кључа/индекса и вредности:
```
for
 
(
 
var
 
key
:
String
 
in
 
someObject
 
)
 
{

   
var
 
value
 
=
 
someObject
[
key
];

   
trace
(
 
"someObject["
 
+
 
key
 
+
 
"] = "
 
+
 
someObject
[
key
]
 
);

}

for
 
each
 
(
 
var
 
value
 
in
 
someArray
 
)
 
{

   
trace
(
 
typeof
 
value
 
+
 
" "
 
+
 
value
 
);

}

```

Белешка
someArray може бити било који објекат и someObject може бити низ, али типично коришћење је како је и приказано

### Ада
Ада подржава foreach петље као део нормалне for петље. Рецимо да је Х неки низ:
```
for
 
I
 
in
 
X
'
Range
 
loop

   
X
 
(
I
)
 
:=
 
Get_Next_Element
;

end
 
loop
;

```

Белешка
Ова синтакса је најчешће коришћена у низовима, али ће такође радити и са осталим типовима када је потпуна итерација потребна

Ada 2012 је генерализовала петље у foreach петље за било коју врсту садржине (низове, листе, мапе,...):
```
for
 
Obj
 
of
 
X
 
loop

   
-- Work on Obj

end
 
loop
;

```

### C
C језик нема збирке или foreach конструкције. Она, међутим, има велики број стандардних структурних података који могу бити тешки као збирке, и foreach могу бити лако направљене са макроом.
Међутим, постоје два очигледна проблема:
- Макро је хигијенски неисправан - он декларише нову вредност у постојећем обиму који преостаје након петље.
- Не можете се дефинисати јединствени foreach макро који ради са различитим типовима збирке (нпр. низ и повезана листа) или који се може проширити на типове корисника.

C ниска као збирка чланова:
```
#include
 
<stdio.h>

#include
 
<stdlib.h>

/* форич макро за коришћење ниске као колекције карактера */

#define foreach( ptrvar, strvar ) char* ptrvar; for( ptrvar=strvar ; (*ptrvar) != '\0' ; *ptrvar++)

int
 
main
(
int
 
argc
,
char
*
 
argv
[]){

 
char
*
 
s1
 
=
 
"abcdefg"
;

 
char
*
 
s2
 
=
 
"123456789"
;

 
foreach
 
(
p1
,
 
s1
)
 
{

  
printf
(
"loop 1%c
\n
"
,
*
p1
);

 
}

 
foreach
 
(
p2
,
 
s2
){

  
printf
(
"loop 2%c
\n
"
,
*
p2
);

 
}

 
exit
(
0
);

 
return
(
0
);

}

```

C int низ као збирка од int (низ величине познат приликом компилације)
```
#include
 
<stdio.h>

#include
 
<stdlib.h>

int
 
main
(
int
 
argc
,
 
char
*
 
argv
[]){

/* форич макро види низ целобројних вредности као збирку целобројних вредности */

#define foreach( intpvar, intary ) int* intpvar; for( intpvar=intary; intpvar < (intary + (sizeof(intary)/sizeof(intary[0]))) ; intpvar++)

 
int
 
a1
[]
 
=
 
{
 
1
,
 
1
,
 
2
,
 
3
,
 
5
,
 
8
 
};

 
int
 
a2
[]
 
=
 
{
 
3
,
 
1
,
 
4
,
 
1
,
 
5
,
 
9
 
};

 
foreach
 
(
p1
,
 
a1
)
 
{

  
printf
(
"loop 1%d
\n
"
,
 
*
p1
);

 
}

 
foreach
 
(
p2
,
 
a2
){

  
printf
(
"loop 2%d
\n
"
,
 
*
p2
);

 
}

 
exit
(
0
);

 
return
(
0
);

}

```

Најчешће: стринг или низ као збирка (величина збирке позната у време покретања)
Белешка: idxtype се може избрисати и typeof(col[0]) се може користити на месту GCC#include <stdio.h>
#include <stdlib.h>
#include <string.h>
int main(int argc, char* argv[]){
#define foreach(idxtype, idxpvar, col, colsiz ) idxtype* idxpvar; for( idxpvar=col ; idxpvar < (col + (colsiz)) ; idxpvar++)
#define arraylen( ary ) ( sizeof(ary)/sizeof(ary[0]) )
 char* c1 = "collection";
 int c2[] = { 3, 1, 4, 1, 5, 9 };
 double* c3;
 int c3len = 4;
 c3 = (double*)calloc(c3len, sizeof(double)); 
 c3[0] = 1.2; c3[1] = 3.4; c3[2] = 5.6; c3[3] = 7.8;

 foreach (char, p1, c1, strlen(c1) ) {
  printf("loop 1 : %c\n",*p1);
 }
 foreach (int, p2, c2, arraylen(c2) ){
  printf("loop 2 : %d\n",*p2);
 }
 foreach (double, p3, c3, c3len ){
  printf("loop 3 : %3.1lf\n",*p3);
 }
 exit(0);
 return(0);
}

### C#
Под претпоставком да је myArray  низ целих бројева:
```
foreach
 
(
int
 
x
 
in
 
myArray
)
 
{
 
Console
.
WriteLine
(
x
);
 
}

```

LINQ даје следећу синтаксу, прихватање делегата или ламбда експресије:
```
myArray
.
ToList
.
ForEach
(
x
 
=>
 
Console
.
WriteLine
(
x
));

```

### C++
C++11 даје  форич петљу. Синтакса је слична Јави:
```
#укључује <iostream>

int
 
main


{

  
int
 
myint
[]
 
=
 
{
1
,
2
,
3
,
4
,
5
};

  
for
 
(
int
 
i
 
:
 
myint
)

  
{

    
std
::
cout
 
<<
 
i
 
<<
 
std
::
endl
;

  
}

}

```

Тренутно, C++11 опсег заснован на изјавама је реализован у GCC (још у верзији 4.6), јека (још у верзији 3.0) и Вижуал C++ 2012 (верзија 11)

Qt, C++ оквир, нуди макро  форич петље користи STL итератор интерфејс:
```
#укључује <QList>

#укључује <QDebug>

int
 
main


{

  
QList
<
int
>
 
list
;

  
list
 
<<
 
1
 
<<
 
2
 
<<
 
3
 
<<
 
4
 
<<
 
5
;

  
foreach
 
(
int
 
i
,
 
list
)

  
{

    
qDebug

 
<<
 
i
;

  
}

}

```

Boost, сет бесплатних портабла са рецензијом C++ библиотека такође пружа foreach петље:
```
#укључује <boost/foreach.hpp>

#укључује<iostream>

 

int
 
main


{

  
int
 
myint
[]
 
=
 
{
1
,
2
,
3
,
4
,
5
};

 

  
BOOST_FOREACH
(
int
 
&
i
,
 
myint
)

  
{

    
std
::
cout
 
<<
 
i
 
<<
 
std
::
endl
;

  
}

}

```

### C++/CLI
C++/CLI језика предлаже конструкцију сличну C#.
Претпоставимо да је myArray низ целих бројева:
```
   for each (int x in myArray)
   {
       Console::WriteLine(x);
   }
```

### CFML

#### Script syntax
```
// низови

arrayeach
([
1
,
2
,
3
,
4
,
5
],
 
function
(
v
){

    
writeOutput
(
v
);

});

// или

for
 
(
v
 
in
 
[
1
,
2
,
3
,
4
,
5
]){

    
writeOutput
(
v
);

}

// или

// (Реило само; не подржава у ColdFusion-у)

letters
 
=
 
[
"a"
,
"b"
,
"c"
,
"d"
,
"e"
];

letters
.
each
(
function
(
v
){

    
writeOutput
(
v
);
 
// abcde

});

// структуре

for
 
(
k
 
in
 
collection
){

    
writeOutput
(
collection
[
k
]);

}

// или

structEach
(
collection
,
 
function
(
k
,
v
){

    
writeOutput
(
"key: #k#, value: #v#;"
);

});

// или

// (Реило само; не подржава у ColdFusion-у)

collection
.
each
(
function
(
k
,
v
){

    
writeOutput
(
"key: #k#, value: #v#;"
);

});

```

#### Tag syntax
```
<!--- arrays --->

<cfloop
 
index
=
"v"
 
array
=
"
#['a','b','c','d','e']#
"
>

  
<cfoutput>
#
v
#
</cfoutput>
<!--- a b c d e  --->

</cfloop>

```

Имати на уму да CFML погрешно идентификује вредност као "индекс" у овој конструкцији;  index променљива прима стварну вредност елемента низа , а не његов индекс.
```
<!--- structs --->

<cfloop
 
item
=
"k"
 
collection
=
"
#collection#
"
>

    
<cfoutput>
#
collection
[
k
]#
</cfoutput>

</cfloop>

```

### Common Lisp
Common Lisp омогућава foreach функционалност са dolist макро:
```
(
dolist
 
(
i
 
'
(
1
 
3
 
5
 
6
 
8
 
10
 
14
 
17
))

  
(
print
 
i
))

```

или са mapcar функцијом:
```
(
mapcar
 
#'
print
 
'
(
1
 
3
 
5
 
6
 
8
 
10
 
14
 
17
))

```

### D
```
foreach
(
item
;
 
set
)
 
{

  
// урадити нешто ставки

}

or

foreach
(
argument
)
 
{

  
// пропустити вредност

}

```

### Dart(програмски језик)
```
for
 
(
final
 
element
 
in
 
someCollection
)
 
{

  
// урадити нешто са елементом

}

```

### Delphi
Foreach подршка је додата у Delphi 2005, и користи пописивача променљиве која мора бити декларисана у var секцији.
```
for
 
enumerator
 
in
 
collection
 
do

begin

  
//урадити нешто овде

end
;

```

### Ајфел
Итерациони (форич) облик Eiffel петље уводи кључ across.

У овом примери, сваки елемент структуре my_list је иштампан:
```
            
across
 
my_list
 
as
 
ic
 
loop
 
print
 
(
ic
.
item
)
 
end

```

Локални ентитет ic је инстанца класе библиотека ITERATION_CURSOR. Функција item пружа приступ сваком елементу структуре. Потомци класе ITERATION_CURSOR могу бити креирани за руковање специјализованих  итерација алгоритама. Врсте објеката који могу бити поново пронађени (my_list in the example)су базирани на класама које наследе из класе библиотеке ITERABLE.
Понављање из Eiffel петље се такође може користити као логичку експресија када је кључна реч loop замењена или саall (врши универзалну квантификацију) или са some (врши егзистенцијалну квантификацију).

Ово понављање је логичка експресија која је тачна ако све ставке у my_list броје више од три:
```
            
across
 
my_list
 
as
 
ic
 
all
 
ic
.
item
.
count
 
>
 
3
 
end

```

Наставак је тачан ако барем једна од ставки броји више од три :
```
            
across
 
my_list
 
as
 
ic
 
some
 
ic
.
item
.
count
 
>
 
3
 
end

```

### Гоу
Go foreach петља може се користити за петљу преко низа, кришке, ниске, мапе, или преко канала.

Користећи форму од две вредности, добијамо индекс/кључ (први елемент) и вредност (други елемент):
```
for
 
index
,
 
value
 
:=
 
range
 
someCollection
 
{

	
// Урадити нешто за индексирање и вредносовање

}

```

Користећи форму од једне вредност, добијамо индекс/кључ (први елемент):
```
for
 
index
 
:=
 
range
 
someCollection
 
{

	
// Урадити нешто индексу

}

```

### Груви
Groovy подржава for петље преко збирки попут низова, листи и опсега :
```
def
 
x
 
=
 
[
1
,
2
,
3
,
4
]

for
 
(
v
 
in
 
x
)
 
// петља над 4-елемента низа х

{

    
println
 
v

}

for
 
(
v
 
in
 
[
1
,
2
,
3
,
4
])
 
// петља над 4-елемента литералне листе

{

    
println
 
v

}

for
 
(
v
 
in
 
1
..
4
)
 
// петља над опсегом 1..4

{

    
println
 
v

}

```

Groovy такође подржава  C-стил за петљу са индексом низа :
```
for
 
(
i
 
=
 
0
;
 
i
 
<
 
x
.
size
;
 
i
++)

{

    
println
 
x
[
i
]

}

```

Збирке у Groovy такође могу бити поновљене коришћењем кључне речи сваки и затварањем. По подразумеваном подешавању, петља лутка је тако названа
```
x
.
each
{
 
println
 
it
 
}
 
// штампа сваки лемента низа х

x
.
each
{
i
->
 
println
 
i
}
 
// еквивалентно линији испод, само лутка петље експлицитно названа "i"

```

### Haskell
Петља преко листи са  monadic активностима користи mapM_и  forM_ (mapM_ са обрнутим аргументима) из Control.Monad:
| код                                                  | штампа   |
| ---------------------------------------------------- | -------- |
| mapM_ print [1..4]                                   | 1 2 3 4  |
| forM_ "test" $ \char -> do putChar char putChar char | tteesstt |

Такође је могуће генерализовати те функције да раде на апликативним функторима пре него монаде и било које структуре података које пролазе користећи traverse (for са обрнутим аргументима) и mapM (forM са обрнутим аргументима) из Data.Traversable.

### Haxe
```
for
 
(
value
 
in
 
iterable
)
 
{

    
trace
(
value
);

}

Lambda
.
iter
(
iterable
,
 
function
(
value
)
 
trace
(
value
));

```

### Јава
Foreach-конструкција је уведена у JDK 1.5.0.

Званични извори користе неколико имена за конструкцију. То се назива "Побољшање за Петљу", "For-Each Петља", и "foreach изјава".
```
for
 
(
type
 
item
:
 
iterableCollection
)
 
{

    
// Уради нешто ставки

}

```

### Јаваскрипт
За не наређено понављање над кључевима у Object, JavaScript карактеришеfor...in петљу:
```
for
 
(
var
 
key
 
in
 
object
)
 
{

    
// Радити нешто са објектом [кључем]

}

```

Да би се ограничило понављање на сопственим особинама објекта, искључујући оне наслеђене кроз прототип ланца, понекад је корисније додати hasOwnProperty() тест, ако је подржано од стране JavaScript-а(за WebKit/Safari, то значи "у верзији 3 или касније").
```
for
 
(
var
 
key
 
in
 
object
)
 
{

    
if
 
(
object
.
hasOwnProperty
(
key
))
 
{

        
// Радити нешто са објектом [кључем]

    
}

}

```

У ECMAScript 5 могуће је користити метод кључева функције Object да понови преко сопствених кључева природније.

```
var
 
book
 
=
 
{
 
name
:
 
"A Christmas Carol"
,
 
author
:
 
"Charles Dickens"
 
};
 

Object
.
keys
(
book
).
forEach
(
function
 
(
key
,
 
index
)
 
{

    
alert
(
"PropertyName = "
 
key
 
+
 
" Property Value = "
 
+
 
book
[
key
]);

}

```

У ECMAScript 5 такође је могуће користити forEach изворног низа.
```
var
 
animals
 
=
 
[
'пас'
,
 
'мачка'
,
 
'медвед'
];

animals
.
forEach
(
function
(
animal
,
 
index
)
 
{

    
alert
(
index
 
+
 
':'
 
+
 
animal
);
 
// '0:пас', '1:мачка', '2:медвед'

});

```

Gecko-ов JavaScript енџин такође има for each...in изјаву, која примењује преко вредности у објекту, а не преко кључева.
Имајте на уму да није препоручљиво користити for...in или for each...in изјаву на низ објеката у  JavaScript-и, због горе поменутог проблема имовине наслеђеног од прототипа, као и зато што он само примењује већ постојеће кључеве и не гарантује да ће поновити над елементима у одређеном смеру. Требало би користити редован С-стил петље. EcmaScript 6 има for..of   за понављање индекса над генераторима, низовима и више.

### MATLAB
```
for
 
item
 
=
 
array

%уради нешто

end

```

### Mint
For each петље су подржани у Минту и поседују следећу синтаксу :
```
for
 
each
 
element
 
of
 
list

    
/* 'Уради нешто.' */

end

```

Занимљиво је да for или while (true) бесконачна петља у Минту може бити написана користећи for each петљу и бесконачно дугу листу.
```
import
 
type

/* 'Ова функција је такође мапирана'

 * 'сваки број индекса i '

 * 'бесконачно дуга листа.'

 */

sub
 
identity
(
x
)

    
return
 
x

end

/* 'Следеће ствара листу'

 * '[0, 1, 2, 3, 4, 5, ..., бесконачност]'

 */

infiniteList
 
=
 
list
(
identity
)

for
 
each
 
element
 
of
 
infiniteList

    
/* 'Ради нешто вечно.' */

end

```

### Objective-C
Foreach петље, под називом Objective-C, су у почетку подржани у Objective-C 2.0. Могу се користити да понављају било који објекат који иплементира NSFastEnumeration протокол, укључујући и NSArray, NSDictionary (врши понављање преко кључева), NSSet, etc.
```
NSArray
 
*
a
 
=
 
[
NSArray
 
new
];
 
// Било која класа садржине може бити супституисана

for
(
id
 
obj
 
in
 
a
)
 
{
 
// Имати на уму да динамично куцање (не морамо да знамо

                                  
// Тип објектна који је сачуван у 'a'. У ствари, може бити

                                  
// много различитих типова објекта у реду.

    
printf
(
"%s
\n
"
,
 
[[
obj
 
description
]
 
UTF8String
]);
  
// Највише се користи UTF8String са %s

    
NSLog
(
@"%@"
,
 
obj
);
                               
// Излази као објекат

}

```

NSArrays могу такође да емитују поруку њиховим члановима:
```
NSArray
 
*
a
 
=
 
[
NSArray
 
new
];

[
a
 
makeObjectsPerformSelector
:
@selector
(
printDescription
)];

```

Где су блокови доступни, NSArray може аутоматски да изврши блокаду над садржаном ставком:
```
[
myArray
 
enumerateObjectsUsingBlock
:^
(
id
 
obj
,
 
NSUInteger
 
idx
,
 
BOOL
 
*
stop
)

	
{

		
NSLog
(
@"obj %@"
,
 
obj
);

		
if
 
([
obj
 
shouldStopIterationNow
])

			
*
stop
 
=
 
YES
;

	
}];

```

Тип колекције који се понавља ће диктирати ставку која ће се враћати приликом сваког понављања.
На пример:
```
NSDictionary
 
*
d
 
=
 
[
NSDictionary
 
new
];

for
(
id
 
key
 
in
 
d
)
 
{

    
NSObject
 
*
obj
 
=
 
[
d
 
objectForKey
:
key
];
      
// Користимо (јединствен) кључ како би се приступило (могуће неједниственом) објекту.

    
NSLog
(
@"%@"
,
 
obj
);

}

```

### OCaml
Још од кад је OCaml Функционално програмирање, једнакост foreach петље се може постићи помоћу функције библиотеке над листама и низовима.

For Листе:
```
List
.
iter
 
(
fun
 
x
 
->
 
print_int
 
x
)
 
[
1
;
2
;
3
;
4
];;

```

или краће:
```
List
.
iter
 
print_int
 
[
1
;
2
;
3
;
4
];;

```

For Низови:
```
Array
.
iter
 
(
fun
 
x
 
->
 
print_int
 
x
)
 
[|
1
;
2
;
3
;
4
|];;

```

или краће:
```
Array
.
iter
 
print_int
 
[|
1
;
2
;
3
;
4
|];;

```

### ParaSail
ParaSail паралелно програмском језику подржава неколико врсти итератора, укључујући и општи  "фор ич" итератор над садрживачем:
```
var Con : Container<Element_Type> := ...
// ...
for each Elem of Con concurrent loop // петља такође може бити "напредна" или "назадујућа" или неодређена (подрзумевана)
  // ... радити нешто са Elem
end loop

```

ParaSail такође подржава филтере над итераторима, као и могућност да се позива и на кључ и на вредност мапе. Овде итерација над елементима  "My_Map" бира само оне елементе код којих су кључеви у "My_Set":
```
var My_Map : Map<Key_Type => Univ_String, Value_Type => Tree<Integer>> := ...
const My_Set : Set<Univ_String> := ["abc", "def", "ghi"];

for each [Str => Tr] of My_Map {Str in My_Set} forward loop
   // ... радити нешто са Str или Tr
end loop

```

### Паскал
ISO 10206:1990 стандард је представио итерацију преко одређене врсте у Pascal-у:
```
var

  
elt
:
 
ElementType
;

  
eltset
:
 
set
 
of
 
ElementType
;

{...}

for
 
elt
 
in
 
eltset
 
do

  
{ ... урадити нешто са elt }

```

### Перл
У Perl програмском језику, форич (што је еквивалентно краћем for ) може се користити за пребацивање елемената листе. Израз који означава збику петље се оцењује у листу контекста и свака ставка резултата листе је, заузврат, шифрован за вредност петље.

Буквални пример листе:
```
foreach
 
(
1
,
 
2
,
 
3
,
 
4
)
 
{

    
print
 
$_
;

}

```

Пример низа:
```
foreach
 
(
@arr
)
 
{

    
print
 
$_
;

}

```

```
foreach
 
$x
 
(
@arr
)
 
{
 
#$x је елемент у @arr

    
print
 
$x
;

}

```

Хеш пример:
```
foreach
 
$x
 
(
keys
 
%hash
)
 
{

    
print
 
$x
 
.
 
" = "
 
.
 
$hash
{
$x
};
 
# $x је кључ у %hash и $hash{$x} је његова вредност

}

```

Директна модификација чланова збирке:
```
@arr
 
=
 
(
 
'remove-foo'
,
 
'remove-bar'
 
);

foreach
 
$x
 
(
@arr
){

    
$x
 
=~
 
s/remove-//
;

}

# Сада @arr = ('foo', 'bar');

```

### PHP
```
 

foreach
 
(
$set
 
as
 
$value
)

{

    
// Урадити нешто над $value;

}

```

Такође је могуће екстрактовати оба кључа и вредности користећи се алтернативном синтаксом:
```
foreach
 
(
$set
 
as
 
$key
 
=>
 
$value
)
 
{

    
echo
 
"
{
$key
}
 има вредност од 
{
$value
}
"
;

}

```

Direct modification of collection members:
```
$arr
 
=
 
array
(
1
,
 
2
,
 
3
);

foreach
 
(
$arr
 
as
 
&
$value
)
 
{
 
// Приметити &, $value је референца оригиналне вредности унутар $arr

    
$value
++
;

}

// Сада $arr = array(2, 3, 4);

// такође ради са потпуном синтаксом

foreach
 
(
$arr
 
as
 
$key
 
=>
 
&
$value
)
 
{

    
$value
++
;

}

```

### Пајтон
```
for
 
item
 
in
 
iterable_collection
:

    
# урадити нешто са ставком

```

Пајтонов задатак торки, у потпуности доступан у  foreach петљи, такође чини тривијално понављање над (кључ, вредност) паровима у асоцијативном низу:
```
for
 
key
,
 
value
 
in
 
some_dict
.
items
:
 
# direct iteration on a dict iterates on its keys

    
# ради нешто

```

Што се тиче for ... in је једина врста петљи у Python-у, еквивалентна "контра" петљи пронађеној у другим језицима ...
```
for
 
i
 
in
 
range
(
len
(
seq
)):

    
# ради нешто са seq[i]

```

... мада користи enumerate функцију, која се сматра "Pythonic":
```
for
 
i
,
 
item
 
in
 
enumerate
(
seq
):

    
# ради нешто са ставком

    
# могуће је да додељује seq[i]

```

### Racket
```
(
for
 
([
item
 
set
])

  
(
do-something-with
 
item
))

```

или користећи конвенцијалну шему for-each функције:
```
(
for-each
 
do-something-with
 
a-list
)

```

do-something-withje један-аргумент функција.

### Руби
```
set
.
each
 
do
 
|
item
|

  
# урадити нешто ставки

end

```

или
```
for
 
item
 
in
 
set

  
# урадити нешто ставки

end

```

Такође можете користити са цртом.
```
set
.
each
 
do
 
|
item
,
value
|

  
# урадити нешто ставки

  
# урадити нешто над вредности

end

```

### Scala
```
// враћа листу модификованих елемената

items
 
map
 
{
 
x
 
=>
 
doSomething
(
x
)
 
}

items
 
map
 
multiplyByTwo

for
 
{
x
 
<-
 
items
}
 
yield
 
doSomething
(
x
)

for
 
{
x
 
<-
 
items
}
 
yield
 
multiplyByTwo
(
x
)

// не враћа ништа, само извршава акцију

items
 
foreach
 
{
 
x
 
=>
 
doSomething
(
x
)
 
}

items
 
foreach
 
println

for
 
{
x
 
<-
 
items
}
 
doSomething
(
x
)

for
 
{
x
 
<-
 
items
}
 
println
(
x
)

```

### Scheme
```
(
for-each
 
do-something-with
 
a-list
)

```

do-something-with је један-аргумент функција.

### Smalltalk
```
collection
 
do:
 [
:
item
|
 
"do something to item"
 ]

```

### Свифт
Swift користи for…in конструкција за понављање кроз чланове збирке.
```
for
 
thing
 
in
 
someCollection
 
{

    
// ради нешто са ствари

}

```

 for…in петља се често користи са затвореним и отвореним интервалима за понављање кроз тело петље одређени број пута.
```
for
 
i
 
in
 
0.
.
<
10
 
{

    
// 0..<10 конструише полу-отворени интервал, тако да је тело петље

    
// поновљено за i = 0, i = 1, …, i = 9.

}

for
 
i
 
in
 
0.
.
.10
 
{

    
// 0...10 конструише затворени интервал, тако да је тело петље

    
// поновљено за i = 0, i = 1, …, i = 9, i = 10.

}

```

### SystemVerilog
SystemVerilog има подршку за понављање над неким вектором или низом било којих димензија користећи реч foreach.
Тривијални пример понављања над низом целих бројева је:
| код | штампа                                                      |
| --- | ----------------------------------------------------------- |
| int array_1d[] = '{ 3, 2, 1, 0 }; foreach array_1d[index] $display("array_1d[%0d]: %0d", index, array_1d[index]); | array_1d[0]: 3 array_1d[1]: 2 array_1d[2]: 1 array_1d[3]: 0 |

Сложенији пример понављања над асоцијативним низом низова целих бројева :
| код | штампа                                                                                      |
| --- | ------------------------------------------------------------------------------------------- |
| int array_2d[string][] = '{ "tens": '{ 10, 11 }, "twenties": '{ 20, 21 } }; foreach array_2d[key,index] $display("array_2d[%s,%0d]: %0d", key, index, array_2d[key,index]); | array_2d[tens,0]: 10 array_2d[tens,1]: 11 array_2d[twenties,0]: 20 array_2d[twenties,1]: 21 |

### Tcl
Tcl користи foreach за понављање над листама. Могуће је навести више од једног итератора променљиве, у чијем случају су додељене узастопне вредности из листе. 
| код                                          | штампа      |
| -------------------------------------------- | ----------- |
| foreach {i j} {1 2 3 4 5 6} { puts "$i $j" } | 1 2 3 4 5 6 |

Такође је могуће понављање над више од једне листе истовремено . У наставку  i преузима низ наведених вредности прве листе, j низ вредности друге листе:
| код                                          | штампа      |
| -------------------------------------------- | ----------- |
| foreach i {1 2 3} j {a b c} { puts "$i $j" } | 1 a 2 b 3 c |

### Visual Basic .NET
```
For
 
Each
 
item
 
In
 
enumerable

    
' Ради нешто са ставком.

Next

```

или без врсте закључивања:
```
For
 
Each
 
item
 
As
 
type
 
In
 
enumerable

    
' Ради нешто са ставком.

Next

```

### Windows PowerShell
```
foreach
 
(
$item
 
in
 
$set
)
 
{

    
# Ради нешто са $item

}

```

Из пајплајна
```
$list
 
|
 
ForEach
-Object
 
{
Write-Host
 
$_
}

```

### XSL
```
 
<xsl:for-each
 
select=
"set"
>

   
<!-- ради нешто за елементе у <set> -->

 
</xsl:for-each>

```